# Autostrady i drogi ekspresowe w Serbii
     istniejące
     w budowie
     planowane

Obecny system autostrad
istniejące
w budowie
planowane

Serbski znak drogowy oznaczający autostradę

Autostrady są nazywane w języku serbskim jako auto-put [cyr. ауто-пут].
Znaczna część systemu dróg została wybudowana jeszcze przed rozpadem Jugosławii. Ograniczenie prędkości dla samochodów od maja 2018 wynosi 130 km/h.

## Opłaty
Przejazd serbskimi autostradami jest płatny. Opłaty pobierane są za pośrednictwem punktów poboru opłat. Opłata zależy od odcinka i przejechanego dystansu.

## Autostrady
Lista autostrad w Serbii (stan na 2019):
| Nr drogi | Przebieg                                                                          | Długość             | Mapa |
| -------- | --------------------------------------------------------------------------------- | ------------------- | ---- |
|          | Subotica (na południe od miasta) - Nowy Sad – Belgrad – Nisz – Macedonia Północna | 547 km / 547 km     |      |
|          | A1 - Belgrad – Čačak – Požega                                                     | 151,7 km / 120 km   |      |
|          | Chorwacja - Belgrad                                                               | 94,5 km / 94,5 km   |      |
|          | A1 - Nisz – Pirot – Bułgaria                                                      | 108,6 km / 108,6 km |      |
|          | Čačak – Kruševac – A1                                                             | 341,4 km / 0 km     |      |

### Autostrada A1

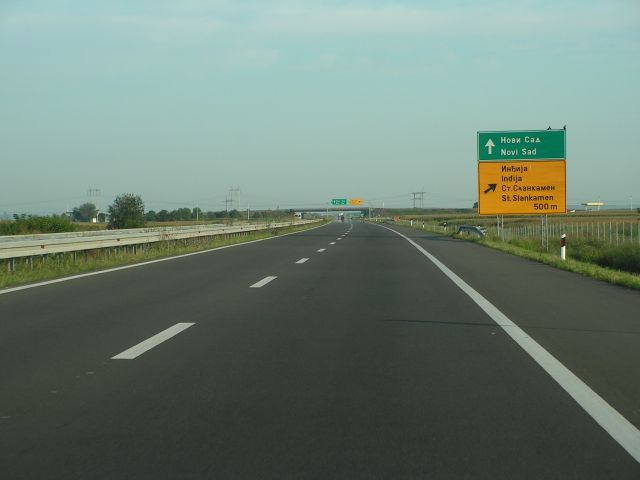
A1 w pobliżu miejscowości Inđija

A1 jest obecnie najdłuższą autostradą w Serbii. Przebiega od miejscowości leżącej na granicy z Węgrami: Horgoš, poprzez Belgrad (skrzyżowanie z A3 i A2), miejscowością Kruševac (skrzyżowanie z A5), Niš (skrzyżowanie z A4), aż do granicy serbsko-macedońskiej, Preševo-Tabanovce.
Znaczna część trasy została wybudowana za czasów byłej Jugosławii. Autostrada A1 jest częścią europejskiej trasy E75.

### Autostrada A2
A2 połączy Belgrad z miastem Požega. Droga stanowić będzie obwodnicę dla miast Obrenovac oraz Čačak. 

### Autostrada A3
A3 jest jedyną wybudowaną w całości autostradą w Serbii, przebiega od Belgradu do granicy z Chorwacją.

### Autostrada A4
A4 połączy autostradę A1 z granicą serbsko-bułgarską. Droga będzie częścią europejskiej trasy E80.

### Autostrada A5
A5 połączy autostradę A1 z autostradą A2. Droga będzie obwodnicą dla miast Kruševac oraz Kraljevo.